# Rödpannad tandvaktel
Rödpannad tandvaktel (Odontophorus erythrops) är en fågel i familjen tofsvaktlar inom ordningen hönsfåglar.

## Utseende
Rödpannad tandvaktel är en satt hönsfågel med mörkbrun ovansida och rostrött på ansikte och undersida. Strupen är svart med kontrasterande vitt halsband, som dock saknas längst i söder. Noterbart är även en liten huvudtofs, kraftig näbb och lite bar hud runt ögat.

## Utbredning och systematik
Rödpannad tandvaktel delas in i två underarter med följande utbredning:
- Odontophorus erythrops parambae – förekommer i tropiska Colombia och västra Ecuador
- Odontophorus erythrops erythrops – förekommer i tropiska sydvästra Ecuador

## Levnadssätt
Rödpannad tandvaktel hittas i skogsområden i lågland och lägre bergstrakter. Den är skygg och svår att få syn på. Fågeln håller sig i smågrupper på marken och kommer sällan ut i det öppna.

## Status och hot
Arten har ett stort utbredningsområde, men tros minska i antal, dock inte tillräckligt kraftigt för att den ska betraktas som hotad. Internationella naturvårdsunionen IUCN listar arten som livskraftig (LC).